# Patria Buk

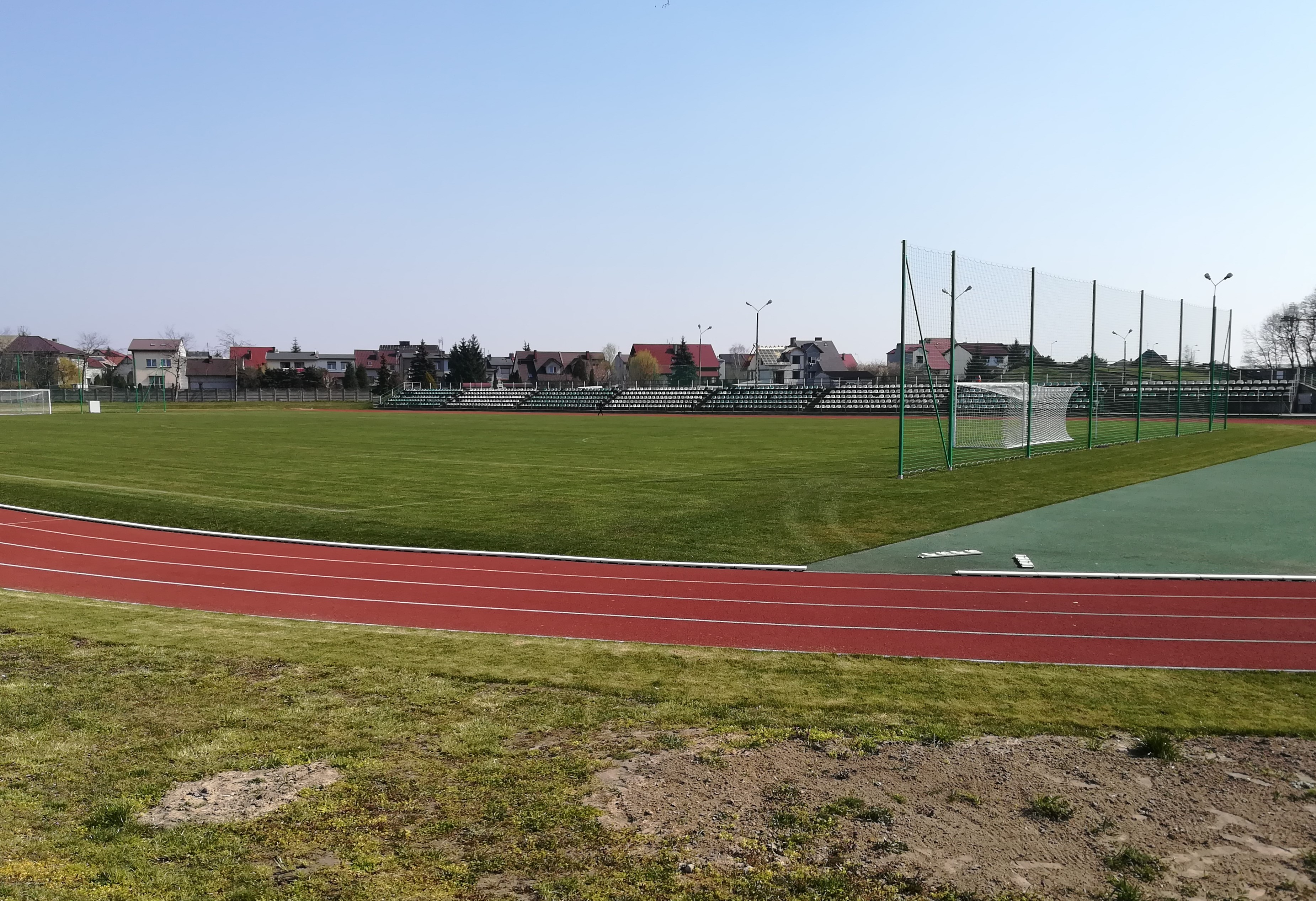
Stadion klubowy przy ul. św. Rocha/Sportowej

MKS Patria Buk – polski klub piłkarski
założony w 1922 roku w Buku pod nazwą KS Patria Buk.

## Historia Klubu

### Okres międzywojenny
Historia MKS Patria Buk ma swój początek w 1922 roku. Wtedy to na zebraniu organizacyjnym w hotelu Bristol w Buku powołano do życia Klub Sportowy „Patria” (z łac. „ojczyzna”). Jednym z głównych założycieli był Antoni Małecki. W zebraniu uczestniczyli także Michał Kosicki, Roman Hildebrand, Tadeusz Górczak, Ignacy Szczodrowski, Marian Berbeć, Bronisław Wąsowicz i inni.
Pierwszym prezesem klubu został Antoni Małecki, a kapitanem drużyny piłki nożnej Tadeusz Górczak. Nawiązano kontakty sportowe z Uranią Poznań, Dyskobolią Grodzisk, Koroną Bukowiec, Obrą Zbąszyń i Lipnem Stęszew. W 1924 r. w Turnieju o Mistrzostwo Powiatu Grodziskiego Patria zajęła I miejsce. Oprócz meczów piłki nożnej organizowane były także zawody lekkoatletyczne. W pięcioboju startował m.in. Mistrz Polski Zygmunt Heljasz – wszechstronny miotacz, olimpijczyk z Los Angeles.
W 1925 roku Patria została zaliczona do rozgrywek o mistrzostwo klasy okręgowej, w której bardzo dzielnie radziła sobie remisując m.in. z Wartą Poznań 5:5. Podczas II wojny światowej działalność klubu przerwano, ale sportem zajmowała się młodzież spontanicznie, grając w piłkę na bocznych ulicach, placach i na tzw. łąkach otuskich.

### Okres powojenny
Po wojnie, już w połowie lipca 1945 roku, Patria dzięki staraniom Jana Tojka i Antoniego Cichego, przy pomocy Walentego Przewoźnego – ówczesnego burmistrza Buku, a także Władysława Blumki, Stefana Wróbla, Jakuba Jarmużka, Bronisława Jęcha, Franciszka Turowskiego, Henryka Walkowiaka i Władysława Gazeckiego powróciła do sportowego życia. 26 marca 1946 roku na zebraniu organizacyjnym klub reaktywował swoją działalność, a prezesem został Roman Piechowiak. Pod koniec 1946 roku Patria zgłosiła drużynę do rozgrywek POZPN. Kierownikami drużyny zostali Jan Tojek i Jakub Jarmużek, a od połowy lipca Stefan Poplewski. Zatrudniono także trenera, którym został gracz Lecha Poznań – Marciniak.
W 1947 roku władze miejskie wyznaczyły miejsce pod budowę istniejącego do dzisiaj stadionu sportowego. Do tego czasu mecze rozgrywano na tzw. targowisku (dzisiejsza Bukowianka). Stadion budowano przy ogromnym zaangażowaniu działaczy i zawodników Klubu. W 1950 roku klub otrzymał do dyspozycji obiekt synagogi, który przekształcony został na salę gimnastyczną. Dzięki temu budynek przetrwał do dziś.
W latach pięćdziesiątych istniała sekcja sceniczna. Wystawiano sztuki teatralne: Ułan i Młynarka, Zemsta, Damy i Huzary. W latach powojennych władze państwowe wymuszały niejednokrotnie  zmiany nazwy klubu. Przez minione 80 lat drużyna seniorów piłki nożnej występowała w różnych klasach rozgrywkowych. Jak zwykle były wzloty i upadki. Przed reformą terytorialną z 1975 roku klub grał w klasie A, z której mistrz awansował do III ligi. Z tego okresu ogromne zasługi klub zawdzięcza trenerowi Alfredowi Graczowi i jego piłkarzom. Później Patria występowała zarówno w B, A Klasie jak i lidze okręgowej.

### Okres współczesny
Wychowankiem klubu jest reprezentant Polski, były gracz Lecha Poznań Waldemar Kryger – był asystentem trenera Czesława Michniewicza w Kolejorzu. Waldemar Kryger ma w swoim dorobku tytuły mistrza Polski, występy w europejskich pucharach,  w niemieckim VfL Wolfsburg oraz statuetkę „Złotej Piłki” Głosy Wielkopolskiego dla najlepszego gracza Wielkopolski w 1996 roku.
W 1996 roku Patria awansowała do IV ligi i jak na razie jest to najwyższa klasa rozgrywkowa w historii klubu. Trenerem historycznej drużyny był Wiesław Zakrzewski a zawodnikami tacy piłkarze jak Leszek Partyński, Radosław Wasiak, Piotr Muchowski czy Krzysztof Pierzyński. Warty podkreślenia jest fakt, że Patria gra w IV lidze nieprzerwanie jako jedyny zespół z aktualnie grających w tej lidze. W 1997 roku pod wodzą Andrzeja Króla Patria miała historyczną szansę awansu do III ligi, którą zaprzepaścił mecz z Huraganem w Pobiedziskach, obserwowany przez liczną grupę przybyłych na ten mecz bukowian. Zespół czwartoligowy, po połączeniu z NKS Niepruszewo prowadzili min. Krzysztof Pawłak, Marek Giese, Tadeusz Płotka, Krzysztof Pierzyński, ponownie Andrzej Król, Ryszard Marcinkowski, Adam Czoperski, Stanisław Kluczyk. Po kolejnych spadkach w sezonie 2006/07 zespół seniorów wywalczył awans do Klasy Okręgowej.

## Stadion
Stadion OSiR w Buku to mały kompleks, który posiada 2 pełnowymiarowe boiska trawiaste: główne (106 m na 66 m) i boczne (100 m na 56 m), budynek klubowy (4 szatnie, sala klubowa, biuro) oraz boisko ze sztuczną trawą (60 m na 30 m) i oświetleniem. Kompleks jest usytuowany przy ulicy Sportowej.

## Geneza nazwy klubu
Podczas uroczystości jubileuszowych 50-lecia klubu Bogdan Wąsowicz - jeden z jego założycieli - wyjaśnił genezę nazwy klubu. On i jego koledzy mieli wówczas nadzieję, że sponsorem klubu zostanie założona w 1886 r. w Poznaniu przez Franciszka Ganowicza i Jana Wleklińskiego Fabryka Papierosów i Wyrobów Tytoniowych, która od 1910 r. nosiła nazwę "Patria". Plany pokrzyżowało wprowadzenie w Polsce państwowego monopolu na alkohol i wyroby tytoniowe, a tym samym przymusowe wykupienie przez państwo fabryk papierosów. 